# 斯坦尼斯拉夫·普里尔
斯坦尼斯拉夫·普里尔（捷克語：Stanislav Prýl，1942年11月23日—2015年3月19日），捷克男子冰球运动员。他曾代表捷克斯洛伐克国家队参加1964年冬季奥林匹克运动会冰球比赛，获得一枚铜牌。